# Marco Ghirotti

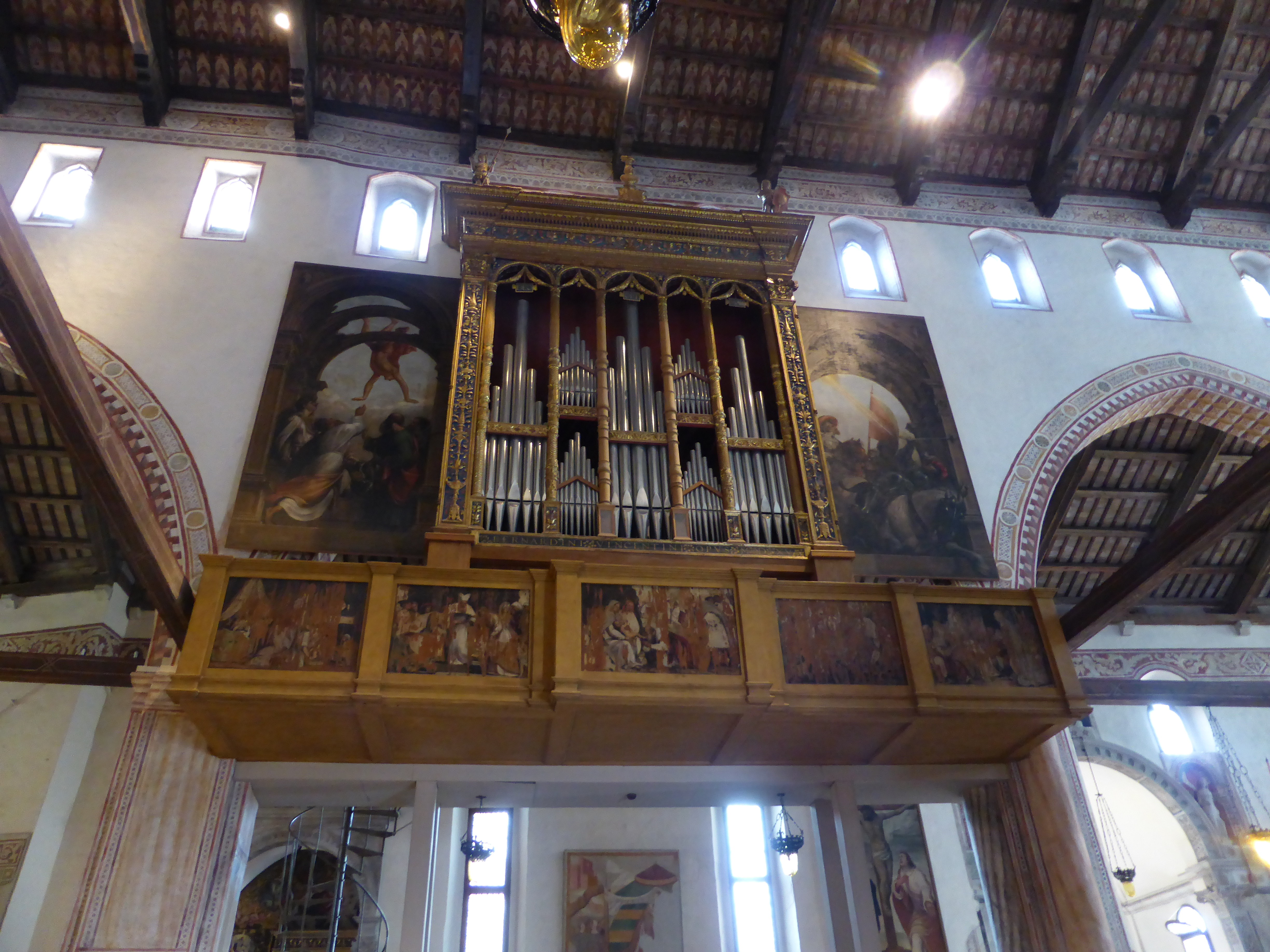
Orgue de l'église S. Maria Maggiore Spilimbergo, Pordenone.

Marco Ghirotti est un organiste classique italien qui a notamment enregistré des sonates du compositeur Domenico Scarlatti.

## Discographie
Marco Ghirotti enregistre pour le label Tactus.
- Girolamo Diruta, Toccate, Ricercari, Canzoni & Inni di autori vari da « il Transilvano » - Orgue de l'église S. Maria Maggiore Spilimbergo, Pordenone (avril 2002, Tactus TC555401) (OCLC 1122908134)
- Domenico Scarlatti - Lorenzo de Rossi, sur l'orgue Pietro Cavalleti, 1787, enregistré à l'église de San Antonio Abate Vérone (septembre 2007, Tactus TC681907) (OCLC 232578839)
- Annibale Padovano - Bertoldo Sperindio – Opere complete per Organo - Orgue dei Frati Francescani Minori de San Bernardino, Vérone (2010, Tactus TC526601) (OCLC 1126677102)

Compilation
- Essential Organ: A Journey Through Italian Organ Music : Padovano, D. Scarlatti (2011, Tactus TC950002)[2]